# Tokiwa-sō
Tokiwa-sō (トキワ荘?, Tokiwa-sō, lett. appartamento Tokiwa)  era un edificio per appartamenti, adibito a stanze in affitto, nel quartiere di Toshima a Tokyo,  famoso per aver ospitato numerosi mangaka esordienti, tra i quali Tezuka.

## Descrizione
Tokiwa-sō era un edificio per appartamenti in legno di due piani fuori terra , in stile vernacolare prebellico. Il secondo piano ospitava dieci camere, di 7 mq ciascuna, e una cucina in comune. Non aveva bagni, solo lavandini e servizi igienici con acqua fredda. Gli inquilini usavano i bagni a pagamento "Sentō" nelle vicinanze.

## Residenti e influenza sul manga moderno
L'edificio, che consisteva in stanze in affitto, venne usato da mangaka esordienti come casa-laboratorio, dove studio e spazi abitativi si intrecciavano, dal 1953 al 1961. Il secondo piano del Tokiwa-sō ha ospitato, tra la fine degli anni '50 e l'inizio degli anni '60, molti giovani artisti esordienti tra cui Osamu Tezuka che vi abitò tra il 1953 e il 1954. Con altri c'erano Hiroo Terada (寺田ヒロオ?) (1953-1957), Fujiko Fujio (1954–1961), Shotaro Ishinomori (1956–1961), Fujio Akatsuka (1956–1961).
Su invito di Ken'ichi Katō (加藤謙一?), redattore capo di Shōnen Club (少年クラブ?) , nel 1953, il primo mangaka a trasferirsi fu proprio Osamu Tezuka, che aveva lasciato Takarazuka per trasferirsi a Tokyo, e quindi essere più vicino agli editor.Nel ’54, Tezuka, prima di trasferirsi nella più spaziosa Namiki House (並木ハウス?, Namiki hausu), offrì, lasciando la sua caparra cauzionale di 30.000 yen, la propria stanza al duo di autori Fujiko Fujio. L'esempio di Tezuka fu seguito da altri inquilini, che offrivano spazi agli artisti principianti ogni volta che un alloggio si rendeva disponibile.
Il metodo di produzione del manga moderno trova nel criterio di collaborazione tra gli inquilini del Tokiwa-sō un modello archetipo. Tra gli altri, Tezuka introdusse, proprio in quelle stanze, il sistema di produzione che impiegava più collaboratori al fine di rispettare le scadenze settimanali per la pubblicazione. Tra i residenti e visitatori assidui dell’appartamento si creò un'autentica comunità artistica. Il primo esempio è la formazione dello Shin Manga tō (新漫画党?), una sorta di gruppo di discussione e collaborazione, totalmente informale, formatosi in quelle stanze tra Hiroo Terada, Jiro Tsunoda, Naoya Moriyasu, Shotaro Ishinomori, Fujiko Fujio A, Shinichi Suzuki, Fujio Akatsuka, Fujiko F. Fujio  o il gruppo formatosi tra Hideko Mizuno, Shōtarō Ishinomori e Fujio Akatsuka che approfittarono del soggiorno per cooperare, firmando ,sotto lo pseudonimo di U.MIA (Ｕ・マイア?) , due manga per la rivista Shōjo Club.
Questo modello di numerosi assistenti che collaborano un artista principale è ancora usato oggi, fornendo un'occasione di formazione ai giovani artisti manga.

## Anni seguenti
L'ultimo mangaka lasciò gli appartamenti Tokiwa nel 1961 .Furono demoliti nel 1982. Nel 2009, in prossimità del luogo dove sorgeva l’edificio, nel Minami-Nagasaki Sports Park (南長崎スポーツ公園?, Minami-Nagasaki Supo-tsu Kōen), è stato collocato, a memoria, il monumento “Eroi del Tokiwa-sō” (記念碑「トキワ荘のヒーローたち」?, Kinenhi "Tokiwa sō no hīrō-tachi"), con targhe commemorative dei residenti e modello in bronzo dello stabile in sommità.

Nel 2020 nel quartiere di Toshima a Tokyo viene inaugurato il  Tokiwa-sō Manga Museum (豊島区立トキワ荘マンガミュージアム?), riproduzione fedele del vecchio edificio, esplicito monumento alla storia del manga , adibito ad esposizione ed eventi .

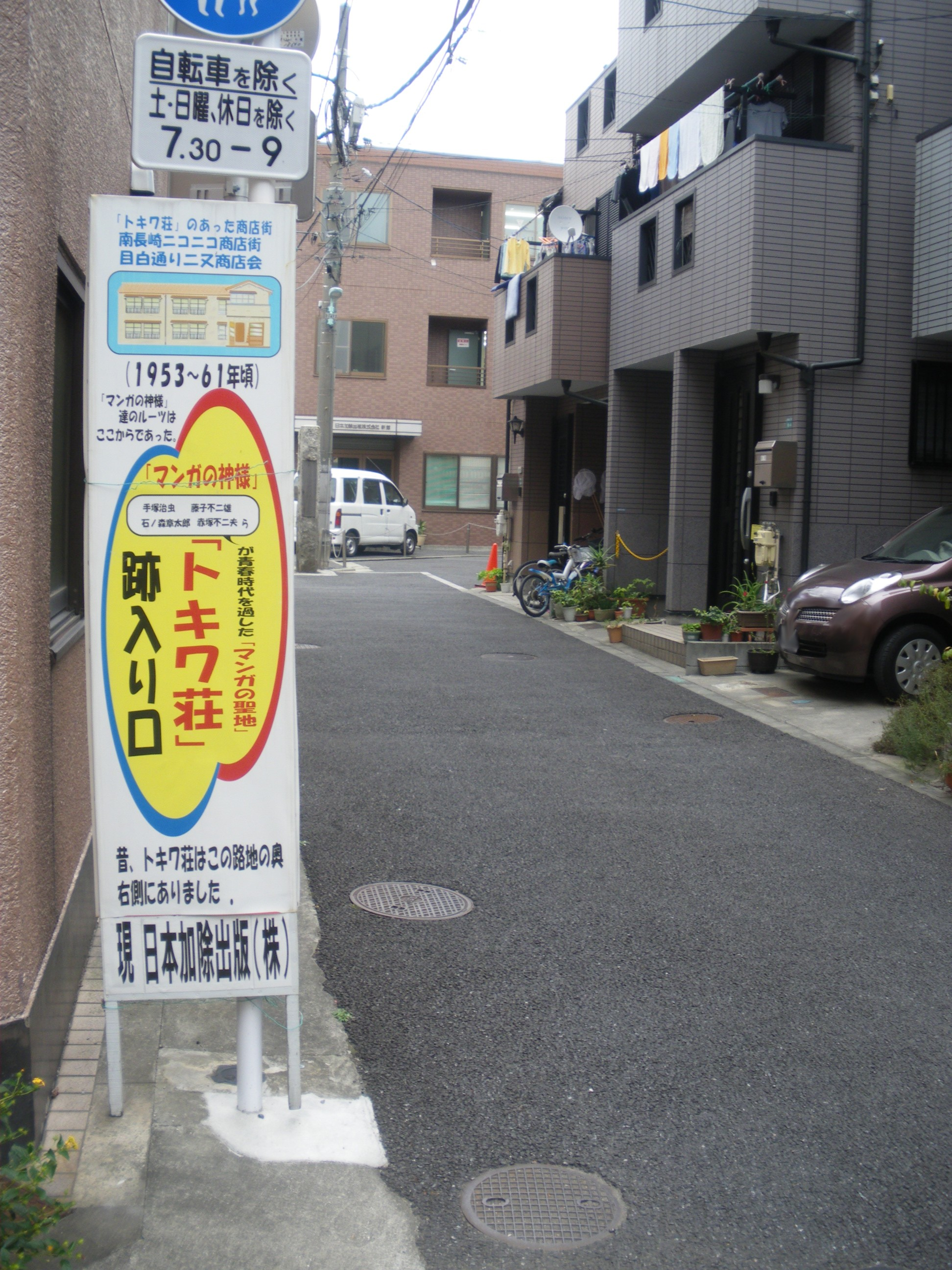
Zona dove sorgeva l'edificio
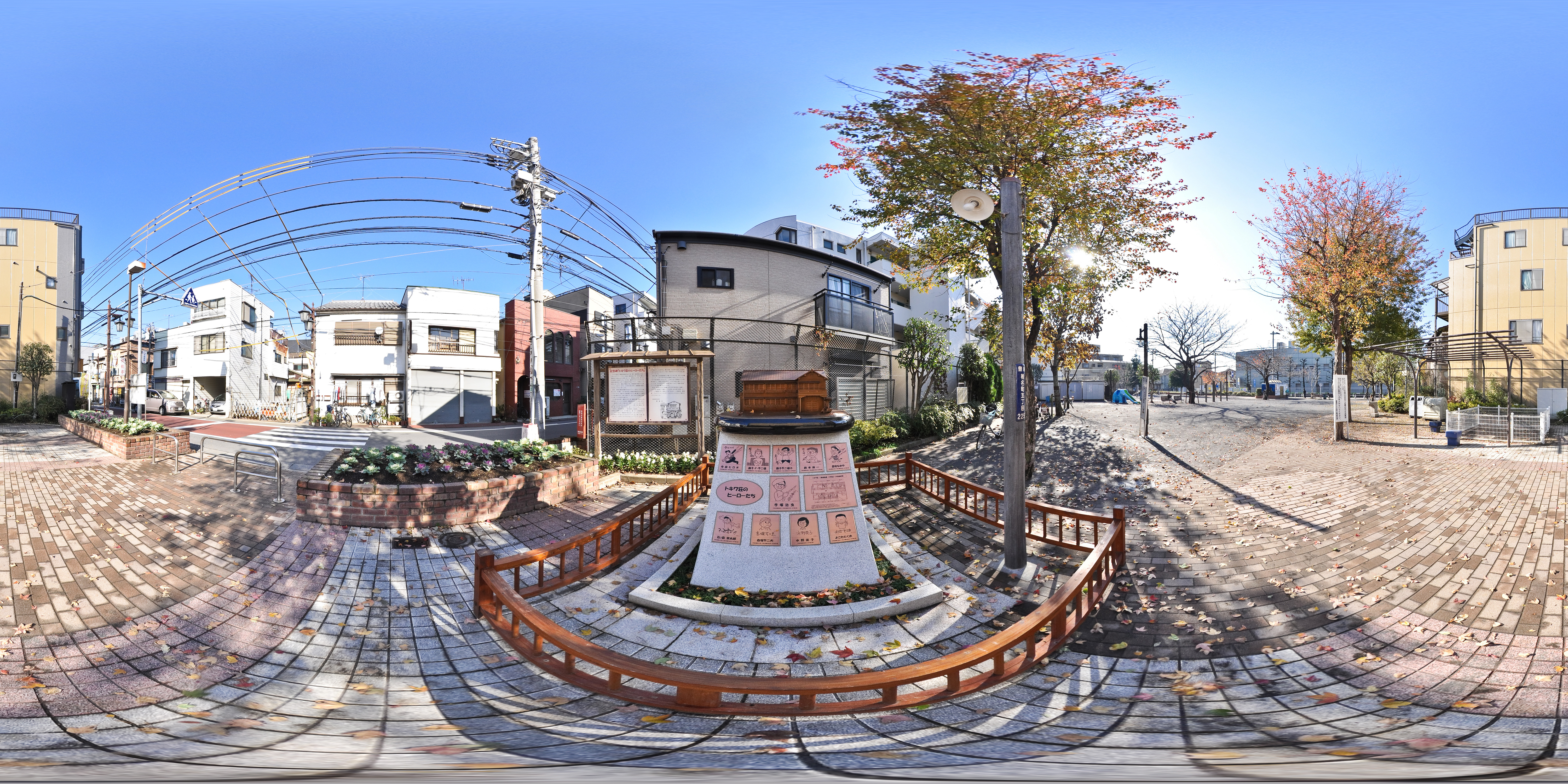
Monumento “Eroi del Tokiwa-sō”
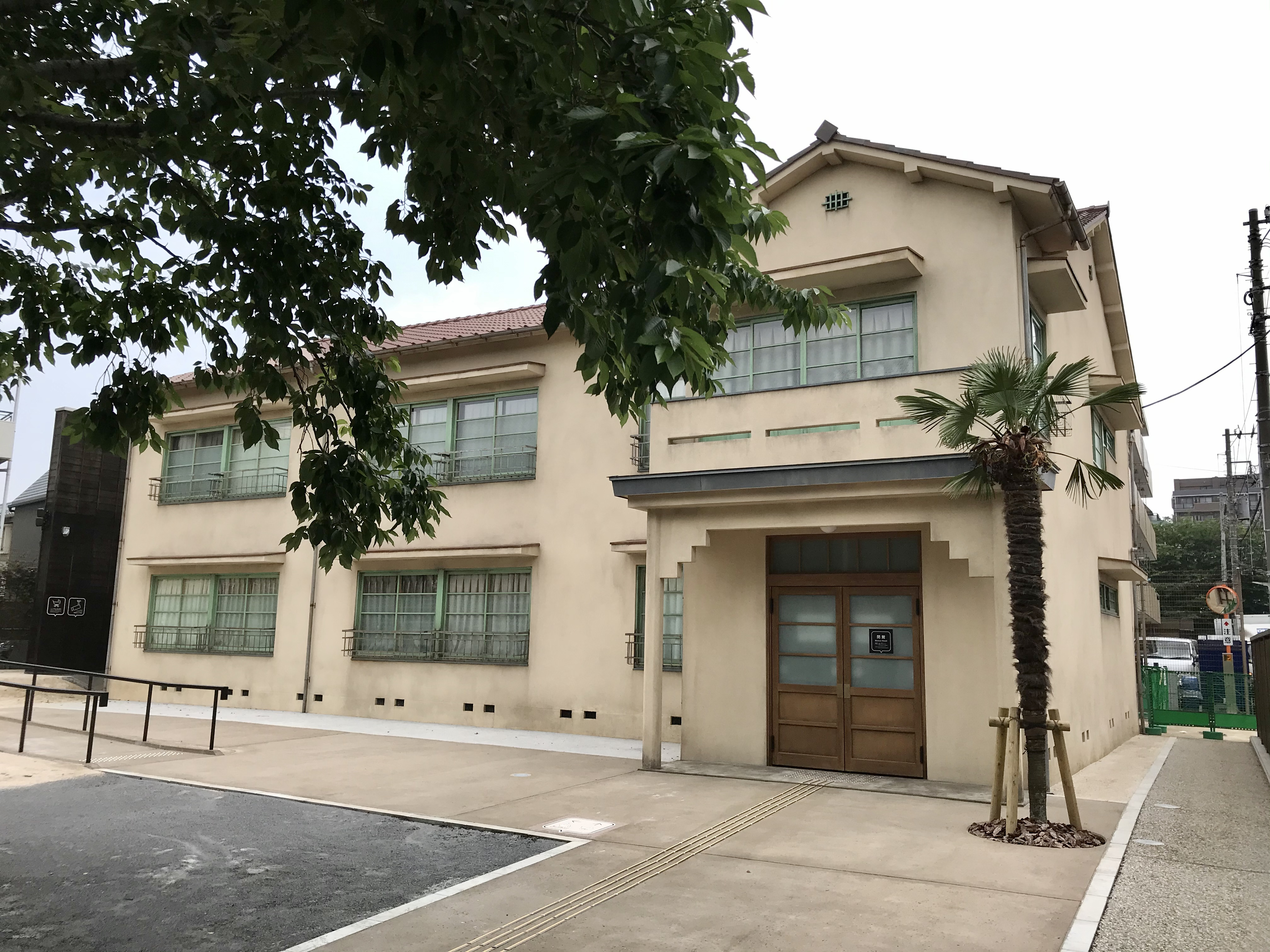
Tokiwaso Manga Museum

## Ospiti

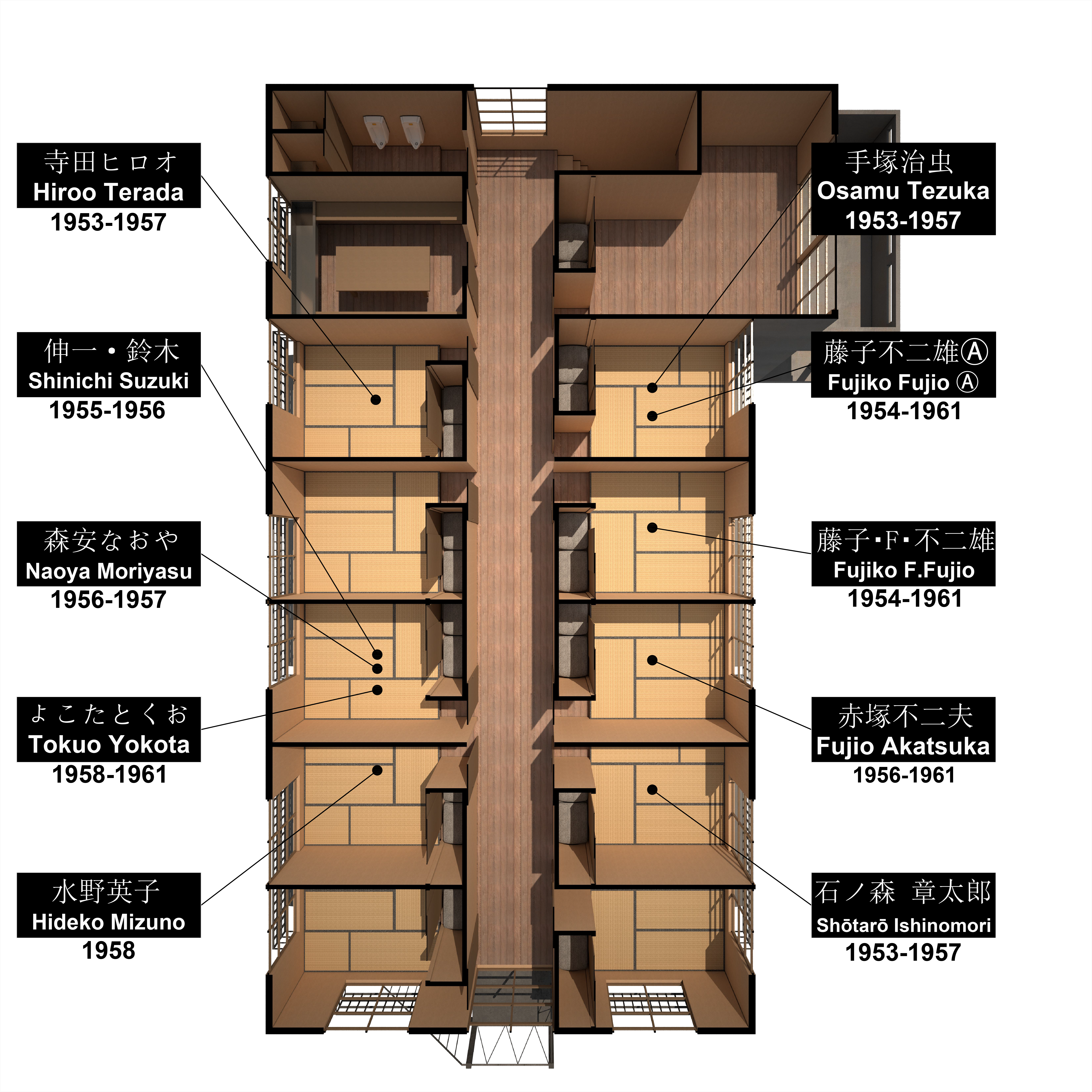
Diagramma residenti Tokiwa-so

### Residenti
- Osamu Tezuka (1953-1954)
- Hiroo Terada (寺田ヒロオ?) (1953-1957)
- Fujiko Fujio (1954-1961)
- Shinichi Suzuki (伸一·鈴木?) (1955-1956)
- Naoya Moriyasu (森安なおや?) (1956-1957)
- Shōtarō Ishinomori (1956-1957)
- Fujio Akatsuka (1956-1961)
- Tokuo Yokota (よこたとくお?) (1958-1961)
- Hideko Mizuno (水野英子?) (1958)

### Frequentatori
- Kunio Hase (長谷邦夫?)
- Yoshiharu Tsuge
- Jiro Tsunoda (つのだじろう?)
- Saburō Sakamoto (坂本三郎?)
- Takemaru Nagata (永田竹丸?)
- Takao Yokoyama (横山孝雄?)
- Hideo Shinoda (しのだひでお?)